# Wachkörper
Gemäß Artikel 78d des österreichischen Bundes-Verfassungsgesetzes (B-VG) sind Wachkörper bewaffnete oder uniformierte oder sonst nach militärischem Muster eingerichtete Formationen, denen Aufgaben polizeilichen Charakters übertragen sind. Unter Aufgaben polizeilichen Charakters sind nicht bloße Überwachungsbefugnisse und ebenso wenig Bekämpfung von Sachgefahren zu verstehen, sondern in der Einräumung der Befugnis, aus eigenem Entschluss physischen Zwang gegen Menschen einzusetzen.
Um Missverständnisse zu vermeiden, ergänzt das B-VG, dass zu den Wachkörpern insbesondere nicht zu zählen sind: das zum Schutz einzelner Zweige der Landeskultur, wie der Land- und Forstwirtschaft (Feld-, Flur- und Forstschutz), des Bergbaues, der Jagd, der Fischerei oder anderer Wasserberechtigungen aufgestellte Wachpersonal, die Organe der Marktaufsicht und der Feuerwehr. Die Militärpolizei des Bundesheeres zählt ebenso nicht zu den Wachkörpern.
Weiters wird bestimmt, dass im örtlichen Wirkungsbereich einer Gemeinde, in der die Landespolizeidirektion zugleich Sicherheitsbehörde erster Instanz ist, von einer anderen Gebietskörperschaft ein Wachkörper nicht errichtet werden darf. Wachkörper sind selbst keine Behörden, sondern immer einer Behörde unterstellt oder beigegeben. 
Bis zum Ende April 2004 bestanden in Österreich die folgenden Wachkörper:
- Bundesgendarmerie
- Bundessicherheitswachekorps
- Kriminalbeamtenkorps
- Zollwache
- Justizwache
- diverse Gemeindewachkörper.

Ab 1. Mai 2004 wurde die Zollwache aufgelöst und deren Bedienstete großteils in Bundesgendarmerie und Bundessicherheitswachekorps aufgeteilt.
Mit dem 1. Juli 2005 trat die sogenannte „Zusammenlegung von Polizei und Gendarmerie“ in Kraft, das heißt die Fusion von Bundessicherheitswachekorps, Kriminalbeamtenkorps und Bundesgendarmerie zur Bundespolizei. Es bestehen daher seit diesem Zeitpunkt nur mehr die folgenden Wachkörper in Österreich:
- Bundespolizei
- Justizwache
- diverse Gemeindewachkörper